# Kenneth Frampton
Pour les articles homonymes, voir Frampton (homonymie).
Kenneth Frampton, né le 20 novembre 1930 à Woking au Royaume-Uni) est un architecte, critique et historien britannique, professeur d'architecture à la Graduate School of Architecture and Planning à l'université Columbia à New York.

## Biographie
Frampton étudia l'architecture à l'école d'art Guildford et à l'école d'architecture londonienne Architectural Association. Par la suite il travailla en Israël, avec le conseil du Middlesex et chez Douglas Stephen and Partners (1961-1966), pendant ce temps il était aussi directeur d'étude invité au Royal College of Art (1961-1964), directeur d'étude à l'Architectural Association (1961-1963) et éditeur technique de la revue Architectural Design (en) (AD) (1962-1965).
Frampton enseigna aussi à l'université de Princeton (1966-1971) et à la Bartlett School of Architecture (en) de Londres (1980). Il est membre de la faculté de l'université Columbia depuis 1972, et, cette année-là, il devint aussi membre de l'Institute for Architecture and Urban Studies (en) à New York — tout comme Peter Eisenman, Manfredo Tafuri ou Rem Koolhaas) — et cofonde son magazine Oppositions (en).
Frampton réside maintenant aux États-Unis.
Frampton est connu pour ce qu'il a écrit sur l'architecture du XXe siècle. Il a notamment publié Modern Architecture: A Critical History (1980, remanié en 1985, 1992 et 2007) et Studies in Tectonic Culture (1997). Frampton a obtenu une grande audience (et influence) dans l'enseignement architectural avec son essai Towards a Critical Regionalism (1983) — même si le terme régionalisme critique avait déjà été inventé par Alexander Tzonis et Liane Lefaivre. Parmi ses essais on compte aussi The Anti-Aesthetic. Essays on Postmodern Culture, édité par Hal Foster même si Frampton y est critique envers le postmodernisme. La position personnelle de Frampton entend défendre une version du modernisme qui regarde soit vers le régionalisme critique soit vers une compréhension « momentanée » de l'autonomie de la pratique architecturale par rapport à ses propres préoccupations de forme et de tectonique, ce qui ne peut pas être réduit à l'économie (tout en conservant une optique de gauche concernant la responsabilité sociale de l'architecture).
En 2002, une collection des écrits de Frampton couvrant une période de trente-cinq ans a été assemblée et publiée sous le titre Labour, Work and Architecture.

## Quelques publications choisies de Frampton
- Studies in Tectonic Culture: The Poetics of Construction in Nineteenth and Twentieth Century Architecture. MIT Press, Cambridge (Massachusetts), 2001.
- Modern Architecture: A Critical History (World of Art), Thames & Hudson, Londres, 4e édition (2007).
- Le Corbusier (World of Art). Thames & Hudson, Londres, 2001.
- Labour, Work and Architecture. Phaidon Press, Londres, 2002.
- The Evolution of 20th-Century Architecture: A Synoptic Account. Springer, New York, 2006.
- Grands Architectes et Maisons américaines du XXe et du XXIe siècle, avec David Larkin et Michael Freeman, Le Seuil, Paris, 2009.

## Crédit d'auteurs
- (en) Cet article est partiellement ou en totalité issu de l’article de Wikipédia en anglais intitulé « Kenneth Frampton » (voir la liste des auteurs) dans sa version du 19 novembre 2007.